# Nicolas Navarro (athlétisme)
Pour les articles homonymes, voir Navarro.
Pour le footballeur argentin, voir Nicolás Navarro. Pour autres homonymes, voir Navarro (homonymie).
Nicolas Navarro est un athlète français, spécialiste des courses de fond.

## Carrière
Nicolas Navarro a commencé sa vie sportive en tant que coureur cycliste, avec des rêves de participations au Tour de France. À 17 ans, se cassant 3 vertèbres lors d'une chute l'immobilisant 3 mois, il ne revient au cyclisme qu'en amateur. Son frère l'initie alors au trail, en 2012. Pour sa première participation au marathon de Valence en 2018, il termine la course en 2 h 12 min 39 s. C'est en participant au marathon de Valence en 2019 qu'il décroche une place en équipe de France et se qualifie pour les Jeux olympiques de Tokyo 2020 (ceux-ci ont lieu un an plus tard, le 7 août 2021 à Sapporo, en raison du report des épreuves pour cause de pandémie de COVID-19) et termine à la 12e place en 2 h 12 min 50 s. Le 15 août 2022 il se classe 5e (et 1er Français) du marathon des championnats d’Europe en 2 h 10 min 41 s, malgré une chute au 25e km.
Le 19 février 2023, il établit son nouveau record personnel au marathon de Séville en 2 h 6 min 45 s, record qu'il améliore le 3 décembre lors du marathon de Valence en 2 h 5 min 53 s.
Le 10 novembre 2024, il remporte le marathon de Toulouse Métropole que sa compagne Floriane Hot remporte elle aussi chez les femmes.

## Formation et vie professionnelle
En juin 2022 il signe un contrat de sponsoring jusqu'aux Jeux olympiques de Paris 2024 avec l'équipementier suisse On Running.

## Palmarès
| Année | Epreuve            | Compétition                           | Lieu                | Classement | Temps                 |
| ----- | ------------------ | ------------------------------------- | ------------------- | ---------- | --------------------- |
| 2013  | Semi-marathon      | Semi-marathon de Hyeres               | Hyeres              | 2e         | 1 h 11 min 38 s       |
| 2015  | 20 km route        | Course Marseille-Cassis               | Marseille           | 14e        | 1 h 03 min 54 s       |
| 2016  | 20 km route        | Course Marseille-Cassis               | Marseille           | 8e         | 1 h 03 min 52 s       |
| 2016  | Semi-marathon      | Semi-marathon du Mont-Ventoux         | Brantes             | 2e         | 1 h 40 min 42 s       |
| 2017  | Course en montagne | Montée du Faron                       | Toulon              | 1er        | 31 min 49 s (3'49/km) |
| 2017  | 20 km route        | Course Marseille-Cassis               | Marseille           | 15e        | 1 h 03 min 12 s       |
| 2018  | Marathon           | Marathon de Valence                   | Valencia            | 16e        | 2 h 12 min 39 s       |
| 2018  | 10 km route        | 10 km de Cannes                       | Cannes              | 1er        | 29 min 44 sec         |
| 2019  | Marathon           | Marathon de Paris                     | Paris               | 10e        | 2 h 11 min 53 s       |
| 2019  | Marathon           | Marathon de Valence                   | Valencia            | 14e        | 2 h 10 min 01 s       |
| 2019  | 20 km route        | 20 km de Paris                        | Paris               | 5e         | 59 min 08 s           |
| 2019  | 10 km route        | Championnat de France                 | Canet-en-Roussillon | 4e         | 29 min 16 s           |
| 2020  | Marathon           | Marathon de Valence                   | Valencia            | 23e        | 2 h 09 min 17 s       |
| 2020  | Semi-marathon      | Championnats du monde                 | Gdynia              | 45e        | 1 h 02 min 29 s       |
| 2021  | 20 km route        | Course Marseille-Cassis               | Marseille           | 3e         | 1 h 05 min 03 s       |
| 2021  | 10 000 mètres      | Animation du Comité                   | Aix-en-Provence     | 1er        | 29 min 46 s 11        |
| 2021  | 10 km route        | Heineken 0.0 Karlovački cener 10K     | Karlovac            | 3e         | 29 min 38 s           |
| 2021  | Marathon           | Jeux olympiques d'été                 | Sapporo             | 12e        | 2 h 12 min 50 s       |
| 2021  | Semi-marathon      | S7 Semi-marathon                      | Fürstenfeld         | 6e         | 1 h 04 min 30 s       |
| 2022  | Marathon           | Marathon de Seville                   | Séville             | 13e        | 2 h 08 min 30 s       |
| 2022  | Marathon           | Marathon de Valence                   | Valencia            | 13e        | 2 h 07 min 01 s       |
| 2022  | Marathon           | Championnat d'Europe                  | Munich              | 5e         | 2 h 10 min 41 s       |
| 2022  | Semi-marathon      | Semi-marathon des Sables d'Olonne     | Sable d'Olonne      | 1er        | 1 h 04 min 47 s       |
| 2022  | Semi-marathon      | Semi-marathon du Mont-Ventoux         | Brantes             | 1er        | 1 h 34 min 50 s       |
| 2022  | 10 km route        | La Centaurienne                       | Pertuis             | 1er        | 30 min 46 s           |
| 2023  | Marathon           | Marathon de Seville                   | Séville             | 8e         | 2 h 06 min 45 s       |
| 2023  | 20 km route        | Course Marseille-Cassis               | Marseille           | 3e         | 1 h 03 min 24 s       |
| 2023  | Marathon           | Marathon de Valence                   | Valence             | 14e        | 2 h 05 min 53 s (PB)  |
| 2024  | Marathon           | Marathon des jeux olympiques de Paris | Paris<->Versailles  | 16e        | 2 h 09 min 56 s       |
| 2024  | 10 km route        | Aix-en-Foulées                        | Aix-en-Provence     | 1er        | 31 min 37 s           |
| 2024  | 20 km route        | Course Marseille-Cassis               | Marseille           | 8e         | 1 h 06 min 28 s       |
| 2024  | Marathon           | Marathon de Toulouse Métropole        | Toulouse            | 1er        | 2 h 22 min 08 s       |